# Pogradec
Pogradec è un comune albanese situato nella prefettura di Coriza. La città si affaccia sul lago di Ocrida la cui superficie appartiene per circa un terzo all'Albania e per circa due terzi alla Macedonia del Nord.
In seguito alla riforma amministrativa del 2015, a Pogradec sono stati accorpati i comuni di Buçimas, Çërravë, Dardhas, Proptisht, Trebinjë, Velçan e Udenisht, portando la popolazione complessiva a 61 530 abitanti (dati del censimento 2011).